# ワンウェイ瓶
ワンウェイ瓶（ワンウェイびん）とは、再使用（リユース）を前提としないガラス製の容器（瓶）のことで、色別に分別された後に破砕されてカレットと呼ばれるリサイクル原料として用いられる。しかし、無色透明のガラス瓶と色の規格が決まっている茶色のガラス瓶は良いが、色の規格が決まっていない他の色のガラス瓶はリサイクルの仕方が限られてしまうという問題もある。

## 概要
ワンウェイ瓶は、ガラス製品としてリサイクルし易いと言う利点がある反面、リターナブル瓶のように原型のまま洗浄されて再使用しないことから、比較して環境負荷が大きい瓶の総称である。リターナブル瓶の対義語として用いられる。
ただしガラス瓶の常として、完全な使い捨て容器に比べると環境負荷は小さいため、いわゆるエコロジーブームの上ではプラスチック容器よりは評価が高い。また錆びたり内容物と反応し易い金属容器よりも内容物を収納・保存する容器としての性質に優れる。
液体用の容器としては安定した性質を持つガラスを使用することから内容物が保存し易いガラス瓶は広く使われているが、これらは高温下で可塑性を持つという性質から破損しても素材として再使用しやすいため、古くから用いられてきた。しかし熱を加えると言うことはそれだけ多くのエネルギーを必要とし、その分コストも掛かる。リターナブル瓶の場合は洗浄して再使用されるため循環型社会の推進において、その利点が注目されている。
このリターナブル瓶の対義語としてのワンウェイ瓶は、一度容器として使用したら一旦溶かしてガラス原料に戻すため、エネルギーコストや環境負荷は大きいものの、意匠を凝らした形状にできるなどの利点が大きい。よく見られるワンウェイ瓶の代表格としては清涼飲料水やドリンク剤・化粧品の容器が挙げられる。これらワンウェイ瓶は形状の規格化されているリターナブル瓶よりも商品の特徴を容器で表し易い点で有利である。
ただ、化粧品の瓶に関しては意匠に凝るためにクリスタル・ガラスなど一般的に容器に使われるガラスとは違う素材を使っているものがある。こういった事情から分別が難しく、一律に破砕してカレットにすることが出来ないため、リサイクルのための分別収集（沼津方式など）を行う自治体によっては、化粧品の瓶のみリサイクルを前提としない「埋め立てごみ」として回収しているなど扱いの違いが見られる。